# جيوفاني سبريسا
جيوفاني سبريسا (بالإيطالية: Giovanni Sbrissa)‏ (25 سبتمبر 1996 في إيطاليا - ) هو لاعب كرة قدم إيطالي في مركز الوسط. شارك مع منتخب إيطاليا تحت 19 سنة لكرة القدم ومنتخب إيطاليا تحت 20 سنة لكرة القدم ومنتخب إيطاليا لكرة القدم للدرجة الثانية ‏. أما مع النوادي، فقد لعب مع نادي ساسولو ونادي فيتشينزا.

## وصلات خارجية
- جيوفاني سبريسا على موقع قاعدة بيانات كرة القدم.إي يو (الإنجليزية)
- جيوفاني سبريسا على موقع Soccerway.com (الإنجليزية)
- جيوفاني سبريسا على موقع AS.com (الإسبانية)